# ISO 3166-2:PL
Kódy ISO 3166-2 pro Polsko identifikují 16 vojvodství (stav v roce 2015). První část (PL) je mezinárodní kód pro Polsko, druhá část sestává ze dvou číslic identifikujících vojvodství.

## Seznam kódů
```
PL-02 
Dolnoslezské
 (Dolnośląskie, 
Wrocław
)
PL-04 
Kujavsko-pomořské
 (Kujawsko-pomorskie, 
Bydgoszcz
)
PL-06 
Lublinské
 (Lubelskie, 
Lublin
)
PL-08 
Lubušské
 (Lubuskie, 
Gorzów Wielkopolski
)
PL-10 
Lodžské
 (Łódzkie, 
Lodž
)
PL-12 
Malopolské
 (Małopolskie, 
Krakov
)
PL-14 
Mazovské
 (Mazowieckie, 
Varšava
)
PL-16 
Opolské
 (Opolskie, 
Opole
)
PL-18 
Podkarpatské
 (Podkarpackie, 
Řešov
)
PL-20 
Podleské
 (Podlaskie, 
Bělostok
)
PL-22 
Pomořské
 (Pomorskie, 
Gdaňsk
)
PL-24 
Slezské
 (Śląskie, 
Katovice
)
PL-26 
Svatokřížské
 (Świętokrzyskie, 
Kielce
)
PL-28 
Varmijsko-mazurské
 (Warmińsko-mazurskie, 
Olštýn
)
PL-30 
Velkopolské
 (Wielkopolskie, 
Poznaň

PL-32 
Západopomořanské
 (Zachodniopomorskie, 
Štětín
)
```